# Vektor CP1
Vektor СР1 là loại súng ngắn bán tự động do công ty Lyttleton Engineering Works nay là Denel Land Systems tại Nam Phi phát triển từ năm 1996 đến năm 2001. Nó có hình dáng khí động học nên trông khá lạ. Loại súng này được phát triển để thích hợp với luật mang vũ khí để người bình thường có thể trang bị loại súng này cho việc tự vệ, ngoài thị trường dân sự thì súng còn được các lực lượng thi hành công vụ chủ yếu tại Nam Phi sử dụng.

## Thiết kế
СР1 sử dụng cơ chế nạp đạn blowback có hãm khí nén với một xi lanh nằm bên dưới nòng súng. Nút khóa an toàn của súng nằm ngay phía trước vòng bảo vệ cò súng. Nút khóa an toàn khác nằm ngay trên cò súng để tự động khóa an toàn giữ cố định cò súng không cho di chuyển chỉ khi xạ thủ bóp cò thì hệ thống khóa mới mở và khai hỏa cùng lúc.
Hệ thống nhắm cơ bản của loại súng này là điểm ruồi. Hộp đạn rời của súng chứa hai hàng đạn với 10 hay 12 viên, cũng có một loại hộp đạn chứa 13 viên với một phần nhô ra thêm ở dưới khớp với bàn tay để cầm cho vững.